# Meihern
Meihern ist einer von 44 amtlich benannten Ortsteilen der niederbayerischen Stadt Riedenburg und eine Gemarkung im Landkreis Kelheim.

## Geografie
Das Kirchdorf befindet sich etwa fünfeinhalb Kilometer nordwestlich von Riedenburg und liegt auf einer Höhe von 378 m ü. NHN.

## Geschichte
Durch die Verwaltungsreformen zu Beginn des 19. Jahrhunderts im Königreich Bayern wurde die Ortschaft Sitz der Landgemeinde Meihern, zu der damals das Kirchdorf Meihern, die Weiler Sankt Gregor und Flügelsberg sowie die Einöde Hennenbügl gehörten. Im Jahr 1946 wurde die Gemeinde Deising mit den Gemeindeteilen Deising, Fischhof und Martlhof eingegliedert. Im Zuge der in den 1970er Jahren durchgeführten kommunalen Gebietsreform in Bayern wurde am 1. April 1971 zunächst die Gemeinde Altmühlmünster (mit dem Weiler Laubfeld (Laubhof), sowie den drei Einöden Ambergerhof, Eggmühl und Mühlthal) in die Gemeinde Meihern aufgenommen, wobei Martlhof und Mühlthal später zu der damals noch selbstständigen Gemeinde Zell umgemeindet wurden. Am 1. Januar 1978 wurde die Gemeinde Meihern vollständig in die Stadt Riedenburg eingegliedert. Im Jahr 1987 zählte Meihern 126 Einwohner.

## Verkehr
Die Anbindung an das öffentliche Straßenverkehrsnetz wird hauptsächlich durch die durch den Ort hindurch verlaufende Staatsstraße St 2230 hergestellt. Eine Zufahrt auf die Bundesautobahn 9 ist an der etwa 16 Kilometer westsüdwestlich der Ortschaft gelegenen Anschlussstelle Denkendorf möglich.

## Sehenswürdigkeiten
In Meihern befindet sich ein Baudenkmal, nämlich die katholische Kirche Sankt Regina.
Siehe: Liste der Baudenkmäler in Meihern